# Estación de Zwijndrecht
La estación de Zwijndrecht es una estación de tren belga situada en Zwijndrecht, en la provincia de Amberes, región Flamenca.
Pertenece a la línea  de S-Trein Antwerpen.

## Situación ferroviaria
La estación se encuentra en la línea línea 59 (Amberes-Gante).

## Intermodalidad
| Zwijndrecht Station                                                                                 |                         |
| Autobuses de Amberes                                                                                |                         |
| --------------------------------------------------------------------------------------------------- | ----------------------- |
| \| Línea \| Recorrido \| \| ----- \| ----------------------- \| \| 87 \| Antwerpen ↔ Zwijndrecht \| |                         |
| Línea                                                                                               | Recorrido               |
| 87                                                                                                  | Antwerpen ↔ Zwijndrecht |